# Фрустрация
Фрустрация  е термин от психологията, който обозначава емоционално състояние на човек, излъган в своите очаквания и/или лишен от възможността да постигне силно желана цел. Проявява се най-често под 3 форми:
1. Агресия – когато човек „експлодира“.
2. Регресия – когато човек не е в състояние да избухва и таи всичко в себе си.
3. Ресигнация – избухване в сълзи.

Характеризира се с двигателно безпокойство, апатия или агресия.
Според психолога Н. Е. Милър фрустрацията предизвиква подбуди към различни видове реакции, една от които е подбуда към някаква форма на агресия. За измерване на фрустрацията се използва най-вече полупроективният картинно-фрустрационен тест на Саул Розенцвайг.

## Видове
Фрустрацията се дели на два вида:
- псевдофрустрирано поведение – частична загуба на контрол, но остава целесъобразно и регулирано;
- действителна фрустрация – без контрол, ограничено осъзнаване на действията.

## Причини за фрустрация
Фрустрацията може да се дължи както на липсата на обекта на желанието, така и на срещане на препятствие по пътя към неговото задоволяване. Препятствията или трудностите са външни и вътрешни. Външните произлизат от средата (детето не може да извади желаната играчка, защото шкафът е заключен), а вътрешните зависят от индивида (от неговите вътрешни ценности, морал). Все пак фрустрацията не се определя чрез препятствието, защото нищо не помага да се разбере какво точно ще бъде възприето като препятствие от субекта. Една и съща ситуация може да се приема като благоприятна от един човек и като фрустрираща от друг. Следователно само когато се изучава поведението на един субект, може да се разбере дали той изпитва фрустрация.